# Danza de los negritos (El Salvador)
Los negritos es una danza tradicional de El Salvador. Se realiza en la localidad de Cacaopera en el departamento de Morazán.  Anteriormente era conocida como La República.
La danza se realiza en honor de la Virgen del Tránsito en el mes de agosto. Desde el primero de ese mes se hace la primera danza en señal de que se acercan las fiestas. Es costumbre compartir diferentes alimentos como café, chocolate, guaro o quesadillas.
En el día  trece, la fiesta principal, comienza al cerrar el día con el llamado convite donde los asistentes  llevan alimentos y bebidas para regalarse entre sí. A la noche comienza la llamada mesada dentro del templo: cada danzante (unos 24) lleva cerillos y tres candelas, que posteriormente se colocan alrededor del recinto.  
Los danzantes se dividen en cuadrillas (la de la Virgen y la del Señor), cada una consistente de Negro Mayor, Capitán, Bandera y Varita. Terminada la ceremonia religiosa salen a las calles a acompañar la procesión

## Desarrollo
La danza en sí se compone de dos ritmos: la Entrada y la Campanilla.
Los pasos de Entrada son : 
- Tirado hacia delante.
- Tirado hacia el lado o mancornado.
- Puntilla del pie con golpe.
- Doblando el pie hacia atrás o medida.
- Saludo mancornado.
- Paso volado o desgonzado.
- Doblado de la rodilla o carrinche.

Los pasos de la Campanilla son:
- Pie.
- Picado.
- Picado atrás.
- Pasos al par y a los lados.
- Dos golpes adelante.
- Cruzado y doblado hacia atrás.
- Dos zapatazos y mancornado.
- Meciadito.
- Maña grande.
- Maña chiquita.
- Mañita.
- Mancornado y cruzado atrás y adelante.

El baile se acompaña al son de pito, tambor, ayacaxtle, polainas con monedas o cascabeles (en la parte inferior de las piernas).